# Tommaso Garzoni
Tomaso Garzoni, nato Ottaviano (Bagnacavallo, 1549 – 1589), è stato uno scrittore italiano.
Fu, molto probabilmente, il primo, nella storia della lingua italiana, a descrivere il termine democrazia, da lui intesa, in senso lato, come amministrazione del popolo, con riferimento al contesto coevo.

## Biografia
Entra giovanissimo, all'età di diciassette anni (1566), nell'Ordine dei Canonici Lateranensi, i religiosi che reggevano la Basilica di Santa Maria in Porto a Ravenna. In quell'occasione assume il nome di "Tommaso" (o secondo altra lezione "Tomaso"). Studia diritto a Ferrara, poi logica a Siena.
Con prodigiosa facoltà inventiva, scrive negli ultimi sei anni della sua breve esistenza tutte le opere - di taglio bizzarramente enciclopedico - che lo renderanno celebre: Il Teatro dei vari e diversi cervelli mondani; La piazza universale di tutte le professioni del mondo; Le vite delle donne illustri della Sacra Scrittura; L'hospidale de pazzi incurabili; La sinagoga de gl'ignoranti; Il mirabile cornucopia consolatorio; L'homo astratto. E, postuma, Il serraglio degli stupori del mondo.
L'eclettica opera di Garzoni conobbe un vasto successo europeo (numerose furono le traduzioni e ristampe), al punto da consacrarlo tra gli autori italiani di maggior voga del tardo Cinquecento. Oggi, dopo un lungo oblio, Garzoni viene nuovamente scoperto e analizzato dalla critica.
È stato anche il primo a scrivere un catalogo biografico completo delle donne nella Bibbia (Le vite delle donne illustri della Sacra Scrittura), soggetto che Boccaccio (De mulieribus claris) e Lucrezia Tornabuoni (Storie sacre) avevano solo incidentalmente toccato nelle loro opere.
Nel 1589 si concluse a soli 40 anni la sua vita: la morte precoce interruppe la sua intensa produzione letteraria.
Della sua scomparsa l'unico documento biografico per 24 anni fu la lapide sepolcrale dettata in latino classico, com'era in uso al tempo, dal fratello Bartolomeo e fatta esporre nella chiesa di San Francesco di Bagnacavallo.

## Opere

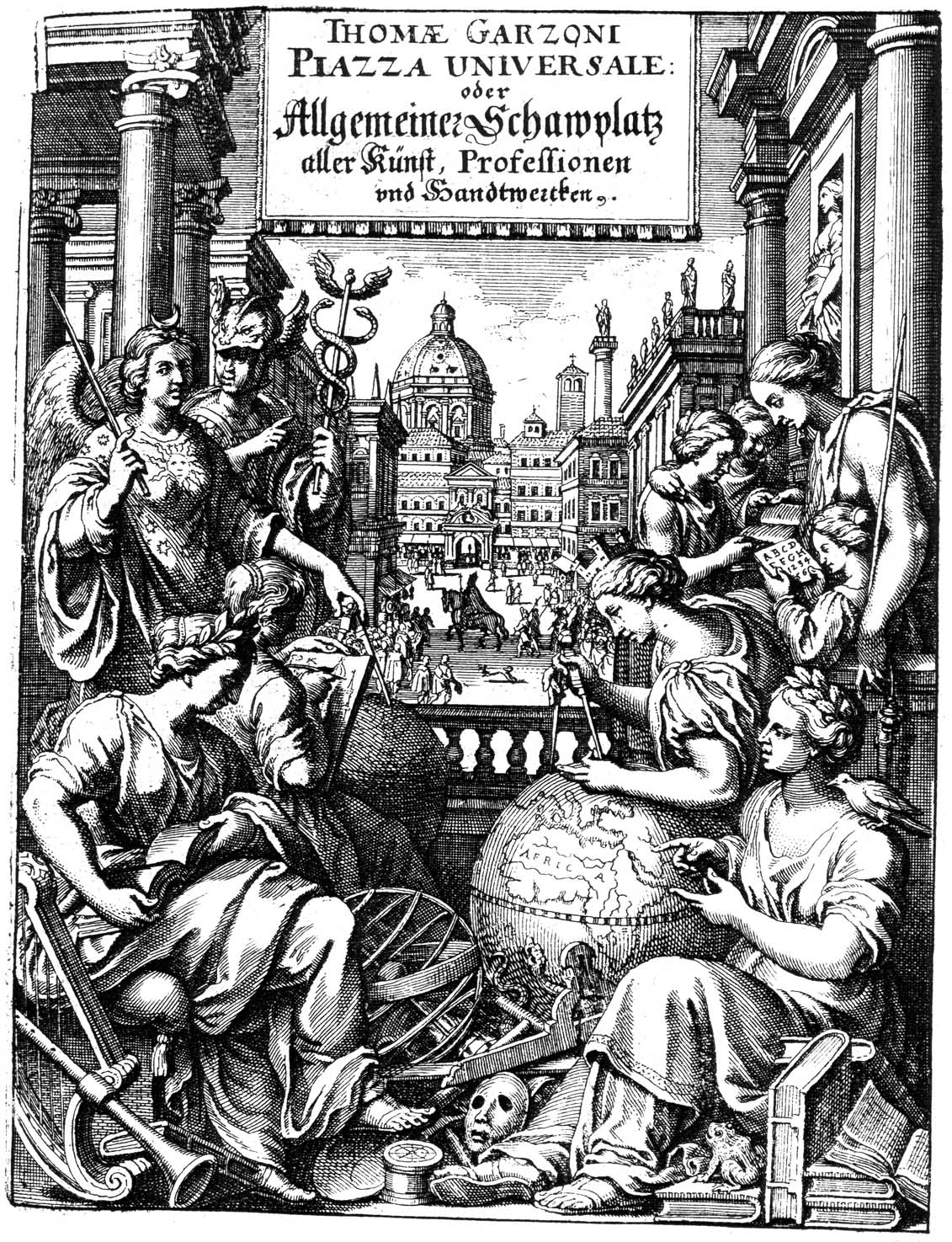
Frontespizio della Piazza universale (edizione tedesca del 1659)

### Titoli originali
- Il Theatro de' vari, e diversi cervelli mondani, Venezia 1583
- Le vite delle donne illustri della Scrittura sacra. Con l'aggionta delle vite delle donne oscure e laide dell'uno e l'altro Testamento e un discorso in fine sopra la nobiltà delle donne, Venezia 1586
- L'Hospidale de' pazzi incurabili, Ferrara 1586
- La piazza universale di tutte le professioni del mondo. Di Tommaso Garzoni da Bagnocauallo. Con l'aggiunta di alcune bellissime annotazioni à discorso per discorso, Venezia 1585.
- La Sinagoga de gl'ignoranti, Pavia 1589
- Il mirabile cornucopia consolatorio, Bologna 1601
- L'Huomo astratto, Venezia 1604
- Il serraglio de gli Stupori del mondo, di Tomaso Garzoni da Bagnacauallo. Diuiso in diece appartamenti, secondo i vari, & ammirabili oggetti. Cioè di mostri, prodigii, prestigii, sorti, oracoli, sibille, sogni, curiosita astrologica, miracoli in genere, e marauiglie in spetie, narrate da' più celebri scrittori, e descritte da' più famosi historici, e poeti, le quali talhora occorrono, considerandosi la loro probabilita, ouero improbabilita, secondo la natura. Opera non meno dotta, che curiosa, così per theologi ... come per filosofi ... arricchita di varie annotationi dal m.r.p.d. Bartolomeo Garzoni suo fratello ... Con tre copiosissime tauole., Venezia 1613

### Edizioni moderne
- La piazza universale di tutte le professioni del mondo, ristampa anastatica, Villanova di Ravenna, Essegi, 1989, ISBN 978-88-71-89119-4.
- La Piazza universale di tutte le professioni del mondo, a cura di Paolo Cherchi e Beatrice Collina, 2 volumi, Collana I Millenni, Torino, Einaudi, 1996, ISBN 978-88-06-13119-7.
- La piazza universale di tutte le professioni del mondo, a cura di G. B. Bronzini, Collana Biblioteca di Lares, Firenze, Leo Olschky Editore, 1996, ISBN 978-88-22-24396-6.